# 白鶴書院
白鹤书院位于中华人民共和国福建省南平市建阳区考亭村，相传为朱熹晚年讲学之地。该村有数栋明清时期的民居。其中白鹤书院由三栋木构建筑组成。
2022 - 2023年，由杭州留白建筑设计有限公司设计的保护建筑落成。主创设计为石苏波，团队成员包括蒋浙栋、刘鹤、施甘婷，建筑面积3505平方米。
建筑外壳由白色房架和玻璃幕墙组成，融合了中国传统建筑外形、山水写意和極簡主義的风格，套在明清建筑之外。能透过干净整洁的玻璃看到内部复杂的木构，达到晶莹剔透的反差视觉效果。